# Rain (Niederbayern)

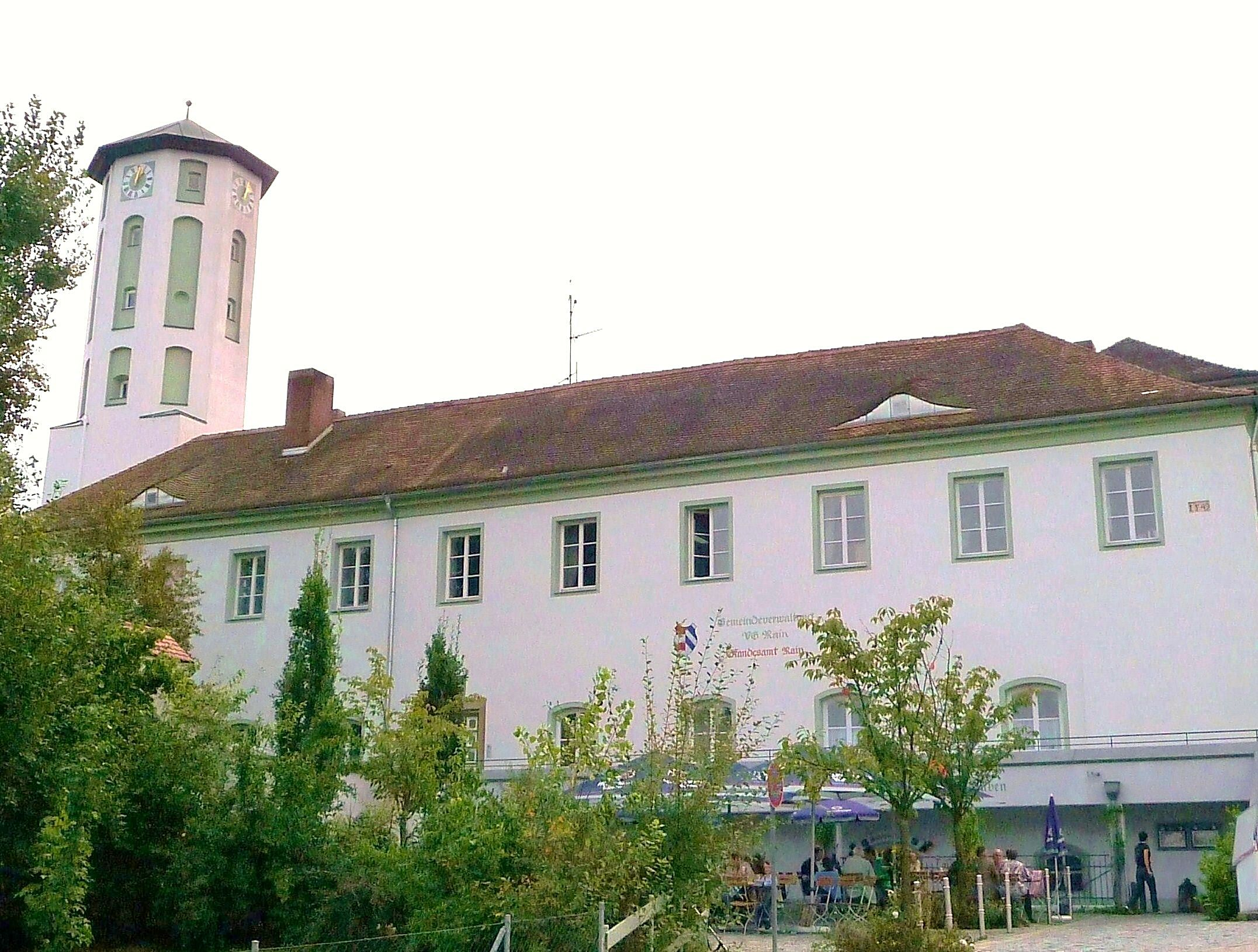
Schloss Rain

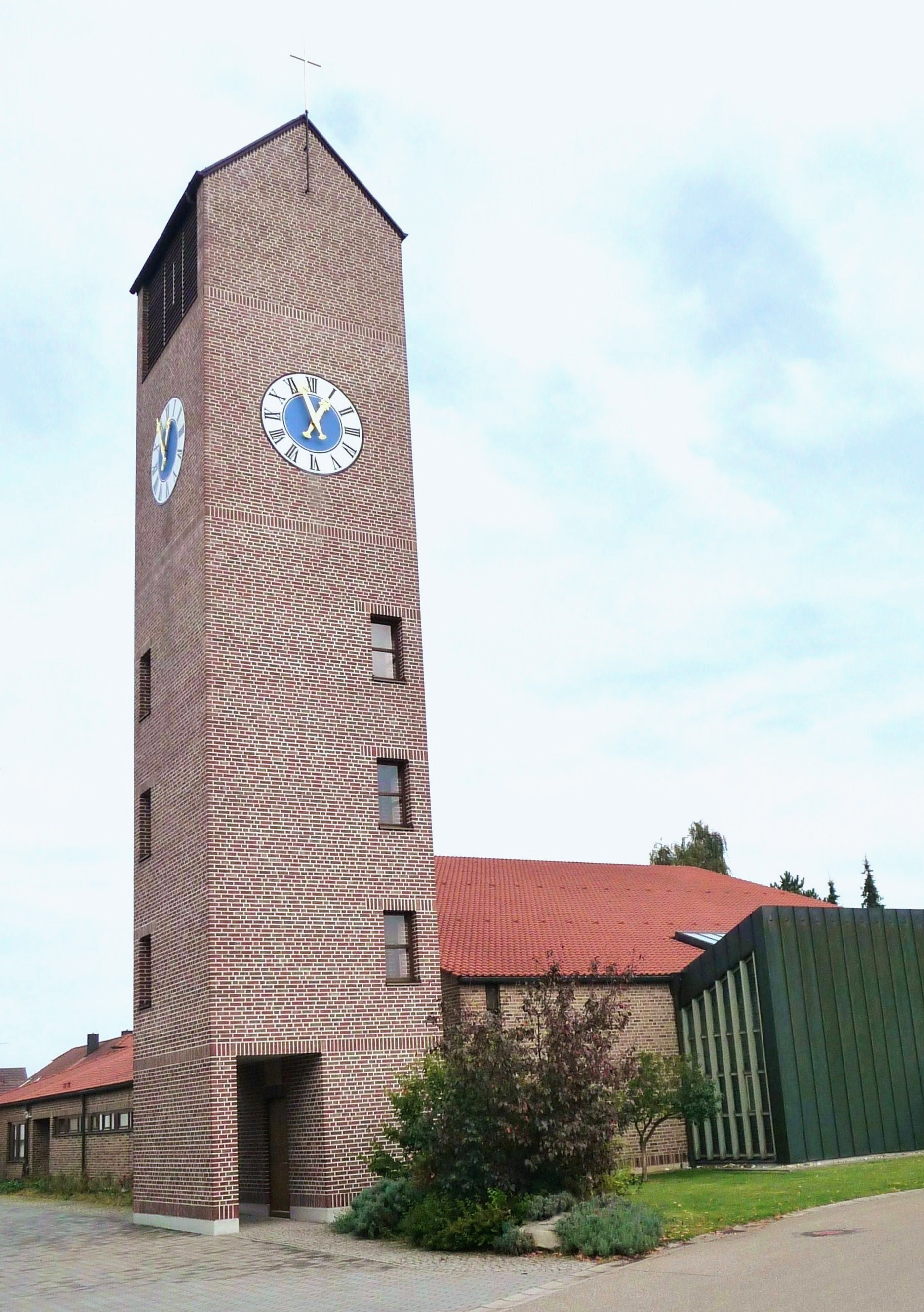
Die Expositurkirche Zur Verklärung Christi

Rain ([ʁaɪ̯n] ) ist eine Gemeinde im niederbayerischen Landkreis Straubing-Bogen. Das gleichnamige Kirchdorf ist Sitz der Gemeindeverwaltung und der Verwaltungsgemeinschaft Rain, deren Mitglied die Gemeinde ist.

## Geographie
Die Ortschaft Rain liegt etwa einen Kilometer westlich der Einmündung der Kleinen Laber in die Große Laber.

### Gemeindegliederung
Es gibt vier Gemeindeteile (in Klammern ist der Siedlungstyp angegeben):
- Bergstorf (Dorf)
- Dürnhart (Kirchdorf)
- Rain (Kirchdorf)
- Wiesendorf (Kirchdorf)

Es gibt die Gemarkungen Perkam (Gemarkungsteil 1) und Rain.

## Geschichte

### Bis zum 19. Jahrhundert
Rain entwickelte sich aus einer Burg des 13. Jahrhunderts, die von der Familie Rainer zu Rain errichtet wurde. 1560 ging nach dem Aussterben der Rainer die Herrschaft an die Leubelfinger und 1783 an die Grafen von Königsfeld über. Der Ort war Teil des Kurfürstentums Bayern, bildete aber eine geschlossene Hofmark, deren Sitz Rain war.
Im Zuge der Verwaltungsreformen in Bayern entstand mit dem Gemeindeedikt von 1818 die heutige Gemeinde. Das einst wohlhabende Schlossgut wurde im 19. Jahrhundert zerteilt.

### Eingemeindungen
Im Zuge der Gebietsreform in Bayern wurde am 1. Januar 1972 die Gemeinde Dürnhart, die am 1. Oktober 1950 aus Teilen der Gemeinde Perkam neu gebildet wurde, eingegliedert.

### Einwohnerentwicklung
Im Zeitraum 1988 bis 2023 wuchs die Gemeinde von 1773 auf 2994 um 1221 Einwohner bzw. um 68,87 %.
Die Gemeinde wächst sehr stark durch Baugebiete für Einfamilienhäuser und Zuwanderung aus anderen Orten, beispielsweise von jungen Familien aus Straubing.

## Politik

### Bürgermeister
Erste Bürgermeisterin ist seit dem 1. Mai 2014 Anita Bogner. Diese ist Mitglied der ÖDP und eine Enkelin des Ehrenbürgers und Altbürgermeisters Xaver Berger. Bei den Kommunalwahlen in Bayern 2014 am 16. März wurde sie mit 54,96 % (Freie Wähler/ÖDP/ÜWG) der gültigen Stimmen gewählt. Ihr Gegenkandidat war Franz Lehner (CSU), der  45,04 % der Stimmen erhielt. Bei der Bürgermeisterwahl 2020 am 15. März war Bogner einzige Kandidatin (ÖDP) und wurde mit 93,21 % der Stimmen wiedergewählt.
Die vorherigen Bürgermeister waren:
- 1930–1945: Heinrich Schiller
- 1945–1960: Ludwig Bründl
- 1960–1990: Xaver Berger
- 1990–2014: Adolf Berger

### Gemeinderat
Die Gemeinderatswahlen seit 2014 ergaben Sitzverteilungen:
| Partei/Liste                                        | Sitze | Sitze |
| Partei/Liste                                        | 2020  | 2014  |
| --------------------------------------------------- | ----- | ----- |
| CSU                                                 | 6     | 7     |
| Freie Wähler/ÖDP/Überparteiliche Wählergruppe (ÜWG) | 8     | 7     |

### Wappen
| Wappen von Rain | Blasonierung: „Gespalten; vorne von Rot und Silber dreimal geteilt, hinten in Silber zwei blaue Schrägbalken.“ |
| Wappen von Rain | Dieses ursprüngliche Wappen der Herren von Rain rührt als Allianzwappen von deren Verwandten, welche einerseits die Herren von Leublfing (vorne von Rot und Silber dreimal geteilt) sind, sowie andererseits die altösterreichischen Herren von Graben (hinten in Silber zwei blaue Schrägbalken). |

## Wirtschaft
Neben der Landwirtschaft sind im Gewerbegebiet Handwerks- und Handelsbetriebe angesiedelt. Weiter befindet sich dort ein Teilbetrieb eines Propellerherstellers, die MT Propeller Entwicklung GmbH.

## Sehenswürdigkeiten
Das ortsprägende Schloss enthält die Reste der großen mittelalterlichen Burg. Diese wurde 1542 im Renaissancestil erweitert und um 1713 umfassend verändert. Vom Zentralkastell sind noch drei Flügel, ein Eckturm und ein 1561 veränderter hoher Wachturm erhalten. Die Vorburg lässt noch die Position der abgerissenen Ecktürme erkennen, die 1712 erbaute Schlosskapelle war noch lange als Ortskirche in Verwendung. Das Schloss ist als Gemeindeverwaltung und durch weitere kommerzielle Nutzungen (Bank/Restaurant) teilweise zugänglich.
Die Expositurkirche Zur Verklärung Christi mit ornamentalen Fenstern von Josef Oberberger wurde 1981 eingeweiht.
In den Orten Wiesendorf und Dürnhart befinden sich einfache gotische bzw. barocke Dorfkirchen.

## Vereine
In der Gemeinde gibt es eine Freiwillige Feuerwehr, einen Sportverein, mit Fußball, Tennis, Ski und Volleyball, einen Eisstockclub, einen Brieftaubenverein, einen Veteranenverein, einen Burschenverein, einen Fischerverein, einen Billardverein, den Obst- und Gartenbauverein, die Bläserfreunde Rain und die Katholische Landjugendbewegung.